# Castell de Torcafelló
El castell termenat de Torcafelló, o de Torcafeló o Torcafaló, és un castell situat al municipi de Maçanet de la Selva, construït pels volts de l'any 1080, documentat des del 1106, i que va funcionar entre els segles xi i xiii. És un edifici declarat bé cultural d'interès nacional.

## Descripció

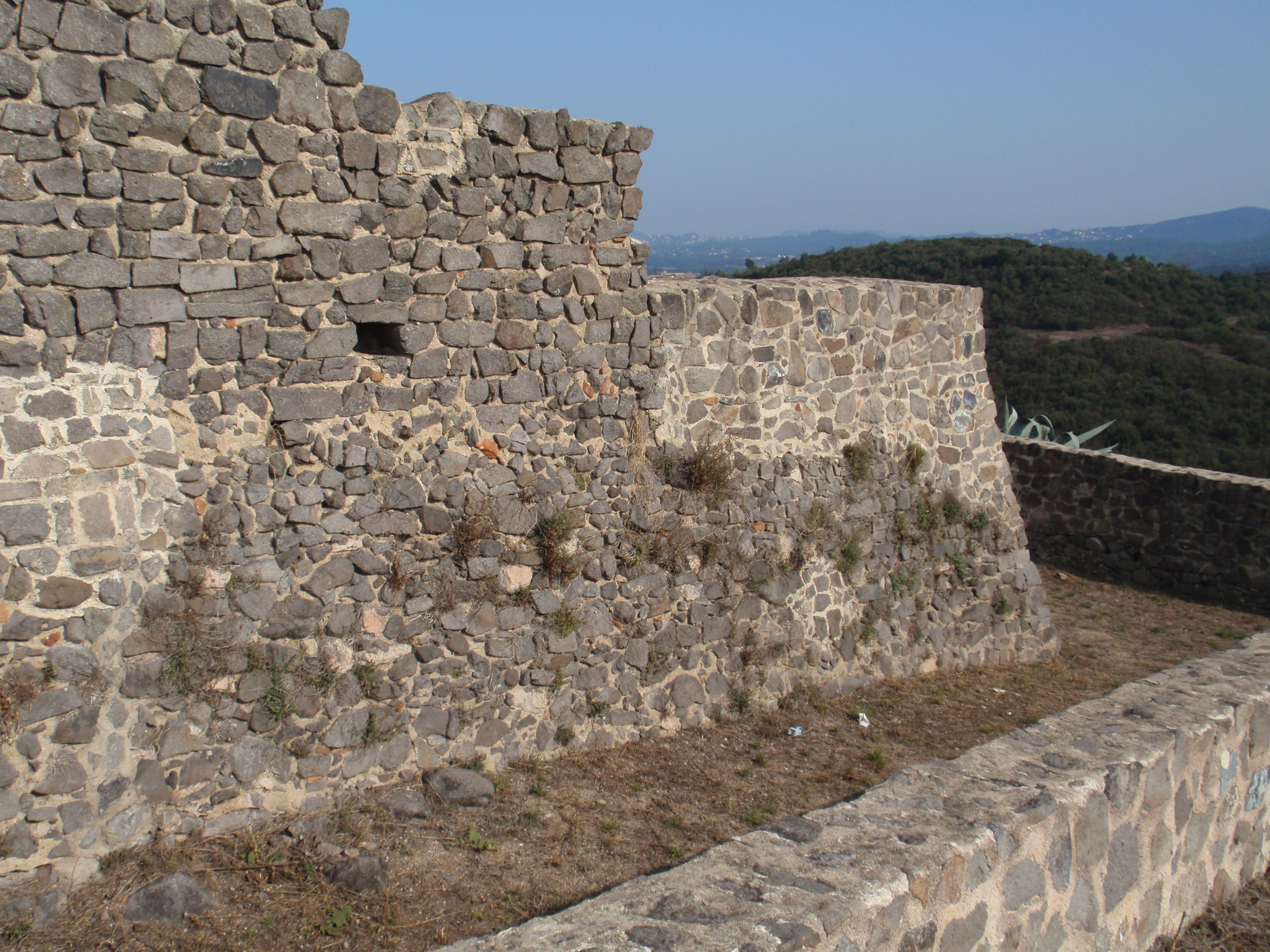
Castell de Torcafelló. Muralles (setembre 2011)

Edifici de planta rectangular d'una planta i terrassa envoltat per les restes de l'antic fort medieval. Està cobert amb una terrassa amb merlets de rajol i sòl de rajola, on hi ha també un campanar de cadireta, mig de pedra i mig d'estructura de ferro, que conté una campana.
La Capella de Sant Jordi és l'únic edifici que resta sobre les restes de la torre mestra del castell de Torcafelló. L'interior està cobert amb volta de canó arrebossada i pintada de blanc, encara que les parets són de pedra vista, com les exteriors. Al presbiteri hi ha una pintura de Sant Jordi a cavall i una fornícula amb una imatge d'alabastre del mateix sant feta per Maurici Herraiz. Pel que fa les obertures, excepte la porta d'entrada, són petites i amb diverses fileres de ferro forjat de diferents moments. La porta principal és un arc de mig punt adovellat que emmarca una doble porta de fusta i de ferro. A tocar de la porta, a la part esquerra, surt un mur d'un metre i mig d'alçada en forma semicircular que cobreix l'accés a la porta. La finestra superior té els muntants de rajol. Pel que fa a les restes del recinte fortificat, existeixen restes del fossar, d'una cisterna, de la torre circular central i d'estructures internes dels recintes sobirà i jussà del castell.

## Història
La construcció d'aquest castell data pels voltants de 1080, quan el fort de Torcafelló era domini del comte de Girona com a límit de les seves possessions. Però les primeres notícies documentals són de principis del segle xii (1106) quan estigué vinculat al llinatge dels Cabrera.

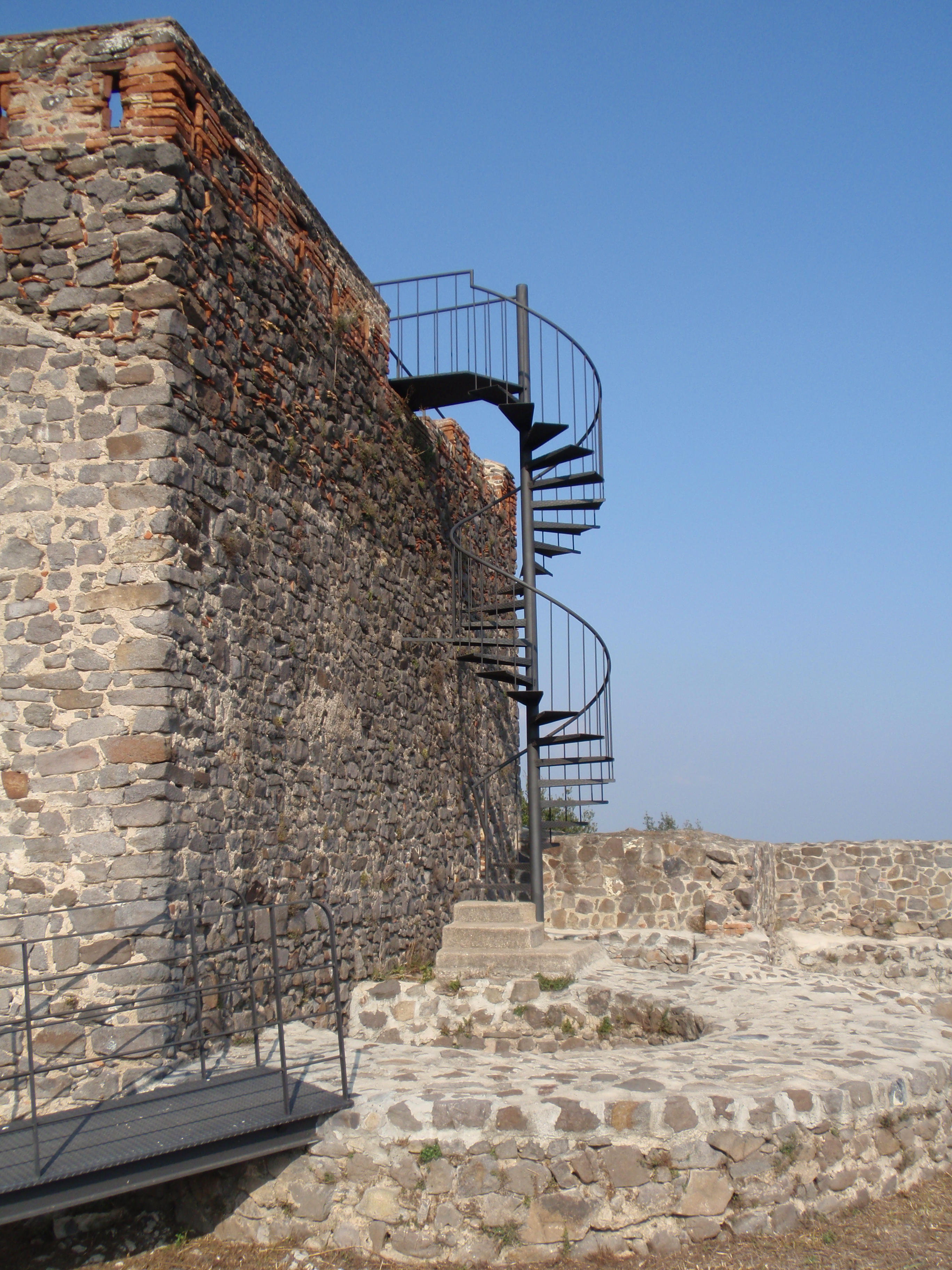
Castell de Torcafelló. Torre de l'homenatge (setembre 2011)

Al segle xv el fort es desmuntà i es va construir la Capella de Sant Jordi, ermita de culte processional (1450). A mitjan segle xviii va funcionar com a Santuari de repòs d'administració laica. Fou lloc de culte fins a la desamortització, quan passà a ser propietat estatal.
Durant la segona guerra carlista s'hi establí un grup de militars valencians (1845-49) que va fortificar i realçar la capella i s'hi instal·là una torreta d'una línia militar de telegrafia òptica actualment desapareguda (Veure la fitxa del Castell de Sant Joan de Blanes).
Durant el segle XX estigué abandonat fins al 1983, quan l'associació maçanetenca del Taller d'Història va començar a promoure la seva restauració que es va dur a terme entre 1985 i 1992. En motiu de la restauració de la capella es van editar uns goigs dedicats al sant. En aquest moment es van trobar, descontextualitzats, diversos elements arqueològics que abasten des de l'ibèric final al baix imperi. En destaquen fragments de ceràmica campaniana (àmfora Pasqual I), fragments de dolium i quatre monedes de bronze del segle iv.
Recentment, els anys 1999-2000, hi va tenir lloc una campanya d'excavació arqueològica que va evidenciar i classificar les restes romanes, medievals i modernes del lloc. En aquesta campanya, sota les estructures medievals es van trobar diversos materials del canvi d'era i fragments de ceràmica baix-imperial del segle iv. Sobretot es van documentar les diferents fases de construcció del castell, des del segle xi al segle xiii.